# 鍛冶屋 (ル・ナン兄弟)
『鍛冶屋』 (かじや、仏: La Forge、英: The Forge) 、または『鍛冶屋の中の蹄鉄工』 (かじやのなかのていてつこう、英: Blacksmith at his Forge) は、17世紀のフランスの画家ル・ナン兄弟のルイ、またはアントワーヌが1640年ごろ、キャンバス上に油彩で制作した絵画である。1787年にダンジヴィレ伯爵の収集に入ったが、フランス革命中の1793年に伯爵から接収された。現在、パリのルーヴル美術館に所蔵されている。

## 作品
ル・ナン兄弟の時代の農民たちは、国王、領主貴族、聖職者らが取り立てる二重、三重の税に苦しんでいた。よくて手元に残るのは収穫物の3分の1ほどで、彼らは働きづめに働かなければ生きていけなかった。そして冬が来ると、指物師、鍛冶屋として働かなければならなかった。この絵画は、そんな農民たちの情景を描いている。
画面は暗いが、後景の炉の光で暖かいものとなっており、熱気のある労働のために生気を帯びている。中央では、右手に炎の中に差し込んだ鉄の棒を持って直立している蹄鉄工が鑑賞者を注視している。彼の前には、がっしりとした鉄床 (かなどこ) がある。右側では、逆光の中、質朴な母親の視線がやはり鑑賞者のほうを見つめている。彼女は疲れ切ったような表情をしているが、身ごもっているのかもしれない。しかし、生まれてくる子供の2人に1人が幼くして死んでしまうというのが、当時の現実であった。生きのびた子供たちは、少し大きくなると父親を助けて働かなければならなかった。
構図は周囲が暗色で、中央部分が明るく、閉鎖されたものとなっている。筆触は自在かつ闊達なもので、蹄鉄工の顔の近くに見て取れるように筆跡が明らかに残されている。画家は、形態の細部よりも視覚的印象の正確さと力を重視している。色彩はすばらしく、母親の胸の部分の赤く輝く白い服に見られるように完全に火の反映にもとづいている。鑑賞者の視線は3つの赤色の部分に引き寄せられる。すなわち、右側に座っている男、彼の背後の子供、そして蹄鉄工の衣服の赤色である。その中でも一番目を引くのは蹄鉄工の上着の赤色で、それはややオレンジ色がかっている。 